# Lunar Magic
Lunar Magic är ett inofficiellt program för att redigera banor till Super Mario World.
Ett av de mer populära hack (nästan 10 000 nedladdningar) som är skapade med Lunar Magic är Brutal Mario World.